# Juan Manuel Rodil
Juan Manuel Rodil (Juanma Rodil), nace en Argentina. Desde muy chico se dedicó a la interpretación y posteriormente por la composición musical y el canto.
Sus primeros pasos, se sucedieron en producciones televisivas argentinas a principios de los 2000, pasando por casi todos los éxitos del momento, convirtiéndose poco a poco en un prometedor actor juvenil.
En 2016 un proyecto lo lleva a México, donde vivió ocho años acrecentando su experiencia actoral e intensificando su pasión por la música, componiendo canciones que, en su mayoría, hablan de su proceso de crecimiento espiritual.
Actualmente reside en Madrid (España).
Un artista integral capaz de conmover desde su delicada calidad interpretativa y su talento musical.

## Televisión
2018
- Nicky Jam "El Ganador" / Netflix, México

2016-2017
- Paquita la del barrio / Sony - Teleset, México

2015
- Esperanza mía / Canal 13

2014
- Chicas Guapas, piloto TV

2013
- Aliados / Telefe

- Historias de corazón / Telefe

2012
- Tiempos compulsivos / Pol-ka / Canal 13

- Tiburones en Buenos Aires / piloto

2011
- Violetta / Pol–ka Producciones & Disney Channel

- Tiempo de pensar ("Un segundo fatal") / Canal 7

- Decisiones de vida ("Heridas") / Estévanez / Canal 9

- Los Únicos / Canal 13

- Alucinante / ciclo de unitarios / INCAA TV

2009
- Casi ángeles / Telefe

2008
- Bella & Bestia / Telefe

2007
- Son de Fierro / Canal 13

2006
- La reina de la canción / Telenovela para España / GP producciones

2005
- Floricienta / Canal 13

- Casados con hijos / Telefe

- Conflictos en red / Telefe

- Doble vida / América

- Criminal / Canal 9

2004
- Frecuencia 04 / Telefe

- Camino interior / Piloto dirigido por Federico Palazzo (Compositor de la música original)

2003
- Fixionario / ciclo de unitarios / Plus Satelital (autor de dos capítulos)

- Rebelde Way / Canal 9

- Postdata / Miniserie para México / Zarlek Producciones

2002
- Tiempo final /  Telefe

## Cine
- 2012: Forajidos de la Patagonia, de Damián Leibovich
- 2010: Incidente, de Mariano Cattaneo
- 2009: Siete Mares, de Marcelo Sánchez
- 2007: Juego cruzado, de Martín Gianola
- 2006: No mires para abajo, de Eliseo Subiela

## Carrera musical
En el 2011 es editado Se van mis pies, su primer trabajo discográfico con diez canciones de creación propia. En el 2015 lanza un nuevo EP con canciones estreno.
En 2019 publica La vida abraza y Quién
Y en 2020 presenta al mundo Ser o no Ser una canción de cuarentena que invita a iniciar un viaje introspectivo para encontrar la verdadera identidad.

## Lista de temas
- 1. Se van mis pies
- 2. Un infierno
- 3. Quiéreme como soy
- 4. Silencio
- 5. Suena el corazón
- 6. Acompañada por la luna
- 7. Hacia vos
- 8. Tranquilo
- 9. Buscador cansado
- 10. Canción para que duermas
- 11. Qué pasa
- 12. Tan tristes los dos
- 13. La vida abraza
- 14. Quién
- 15. Ser o no ser
- 16. Volví al amor
- 17. "La hora del amanecer" (EP)